# MMR
MMR, sigla de Machines Made for Racing, es una marca española de bicicletas con sede en Avilés, Asturias. Fabrica gran variedad de modelos para diferentes disciplinas como ciclismo en ruta, de montaña, triatlón o ciclocrós.

## Historia
La marca MMR pertenece a la empresa Sport Lifestyle S.L. (SLS), fundada en noviembre de 2008 en Avilés (Asturias). Las bicicletas son diseñadas, desarrolladas y montadas en Avilés (Asturias), mientras que los cuadros se fabrican en Asia y son pintados en Portugal. Sus bicicletas son utilizadas en distintas modalidades de competición por varios equipos como MMR Factory Racing Team, UCI ProTeam Caja Rural Seguros RGA, Sopela, o Nesta-MMR.

## Equipo ciclista
Patrocinó un equipo de ciclismo de montaña, el MMR Factory Racing Team entre 2014 y 2023, que compitió en la modalidad de cross country. Durante la temporada 2023 fue un conjunto exclusivamente femenino. Formaron parte del equipo ciclistas destacados como Carlos Coloma, David Valero, Sergio Mantecón, Pablo Rodríguez, Natalia Fischer, Catriel Soto o Nadir Colledani.

## Samuel Sánchez MMR Academy
La empresa fundó una escuela ciclista en 2015, la Samuel Sánchez MMR Academy, para jóvenes desde los 9 hasta los 18 años, liderada por Samuel Sánchez y con Benjamín Noval al frente.
Uno de sus primeros alumnos en destacar ha sido Pelayo Sánchez.